# Дорсай
«Дорсай» или «Цикл о Чайлде» — серия романов американского фантаста Гордона Диксона о планете Дорсай, заселённой кастой профессиональных военных.

## Список произведений
| Год  | Хронологический порядок | Название                                                      | Оригинальное название         | Синопсис                                                            |
| ---- | ----------------------- | ------------------------------------------------------------- | ----------------------------- | ------------------------------------------------------------------- |
| 1959 | 7. Конец 23 века        | «Прирожденный полководец» («Дорсай!», «Генетический генерал») | Dorsai! (The Genetic General) | Роман                                                               |
| 1962 | 1. Конец 21 века        | «Некромант» («Некромансер»; «Нет места человеку»)             | Necromancer (No Room for Man) | Роман                                                               |
| 1965 | 4. Середина 23 века     | «Воин»                                                        | Warrior                       | Рассказ. Сборник (Lost Dorsai, 1981)                                |
| 1967 | 6. Конец 23 века        | «Солдат, не спрашивай»                                        | Soldier, Ask Not              | Роман                                                               |
| 1971 | 2. Конец 22 века        | «Тактика ошибок»                                              | Tactics of Mistake            | Роман                                                               |
| 1973 | 8. Середина 23 века     | «Братья»                                                      | Brothers                      | Рассказ. Сборник (The Spirit of Dorsai, 1979)                       |
| 1979 | 3. Конец 22 века        | «Аманда Морган»                                               | Amanda Morgan                 | Новелла. Сборник (The Spirit of Dorsai, 1979)                       |
| 1984 | Середина 24 века        | «Абсолютная Энциклопедия»                                     | The Final Encyclopedia        | Роман. Блейз пытается захватить Энциклопедию                        |
| 1988 | Середина 24 века        | «Гильдия»                                                     | The Chantry Guild             |                                                                     |
| 1981 | 5. Середина 23 века     | «Потерянный»                                                  | Lost Dorsai                   | Новелла. Сборник (Lost Dorsai, 1981)                                |
| 1991 | Конец 21 века           | «Молодой Блейз»                                               | Young Bleys                   | Три следующих романа посвящены Блейзу, антагонисту в «Некромансере» |
| 1994 |                         | «Иные»                                                        | Other                         |                                                                     |
| 2007 |                         |                                                               | Antagonist                    | В соавторстве с Дэвидом У. Уиксоном, выпущен посмертно.             |
|      |                         |                                                               |                               |                                                                     |